# CS-Cipher
Cs-cipher (фр. Chiffrement    Symètrique, симметричный шифр) — симметричный 64 битный
 блочный алгоритм шифрования данных
, использующий длину ключа до 128 бит. По принципу работы является 8 раундовой SP-сетью.

## История
Cs-cipher разработали в 1998 году Жак Штерн (англ. Jacques Stern) и Серж Водене (англ. Serge Vaudenay)
 при поддержке Compagnie des Signaux . Он был представлен в качестве кандидата в проекте NESSIE в рамках программы Европейской комиссии IST (англ. Information Societies Technology, информационные общественные технологии) в конкурсной группе 64-битных блочных шифров. Несмотря на то, что при исследовании не было обнаружено уязвимостей, шифр не был выбран для 2 фазы проекта, потому что оказался самым медленным в своей группе.

## Основные обозначения

### Используемые функции
Для начала обозначим следующие обозначения:
- {\displaystyle P(x)=z_{l}\parallel z_{r}} - независимая перестановка 8-битных строк [9]. Определяется как трех-раундовая сеть Фейстеля[10]:
  - 8-битная входная строка делится на две 4-битных {\displaystyle x=x_{l}\parallel x_{r}}
  - {\displaystyle y=x_{l}\oplus f(x_{r})}
  - {\displaystyle z_{r}=x_{r}\oplus g(y)}
  - {\displaystyle z_{l}=y\oplus f(z_{r})}
  - Результатом является строка {\displaystyle z=z_{l}\parallel z_{r}}
    - Функции {\displaystyle f(x)} и {\displaystyle g(x)} задаются таблицей:

| x                    | 0 | 1 | 2 | 3 | 4 | 5 | 6 | 7 | 8 | 9 | a | b | c | d | e | f |
| {\displaystyle f(x)} | f | d | b | b | 7 | 5 | 7 | 7 | e | d | a | b | e | d | e | f |
| {\displaystyle g(x)} | a | 6 | 0 | 2 | b | e | 1 | 8 | d | 4 | 5 | 3 | f | c | 7 | 9 |

В конечном итоге {\displaystyle P(x)} задается с помощью таблицы:
| xy | .0 | .1 | .2 | .3 | .4 | .5 | .6 | .7 | .8 | .9 | .a | .b | .c | .d | .e | .f |
| 0. | 29 | 0d | 61 | 40 | 9c | eb | 9e | 8f | 1f | 85 | 5f | 58 | 5b | 01 | 39 | 86 |
| 1. | 97 | 2e | d7 | d6 | 35 | ae | 17 | 16 | 21 | b6 | 69 | 4e | a5 | 72 | 87 | 08 |
| 2. | 3c | 18 | e6 | e7 | fa | ad | b8 | 89 | b7 | 00 | f7 | 6f | 73 | 84 | 11 | 63 |
| 3. | 3f | 96 | 7f | 6e | bf | 14 | 9d | ac | a4 | 0e | 7e | f6 | 20 | 4a | 62 | 30 |
| 4. | 03 | c5 | 4b | 5a | 46 | a3 | 44 | 65 | 7d | 4d | 3d | 42 | 79 | 49 | 1b | 5c |
| 5. | f5 | 6c | b5 | 94 | 54 | ff | 56 | 57 | 0b | f4 | 43 | 0c | 4f | 70 | 6d | 0a |
| 6. | e4 | 02 | 3e | 2f | a2 | 47 | e0 | c1 | d5 | 1a | 95 | a7 | 51 | 5e | 33 | 2b |
| 7. | 5d | d4 | 1d | 2c | ee | 75 | ec | dd | 7c | 4c | a6 | b4 | 78 | 48 | 3a | 32 |
| 8. | 98 | af | c0 | e1 | 2d | 09 | 0f | 1e | b9 | 27 | 8a | e9 | bd | e3 | 9f | 07 |
| 9. | b1 | ea | 92 | 93 | 53 | 6a | 31 | 10 | 80 | f2 | d8 | 9b | 04 | 36 | 06 | 8e |
| a. | be | a9 | 64 | 45 | 38 | 1c | 7a | 6b | f3 | a1 | f0 | cd | 37 | 25 | 15 | 81 |
| b. | fb | 90 | e8 | d9 | 7b | 52 | 19 | 28 | 26 | 88 | fc | d1 | e2 | 8c | a0 | 34 |
| c. | 82 | 67 | da | cb | c7 | 41 | e5 | c4 | c8 | ef | db | c3 | cc | ab | ce | ed |
| d. | d0 | bb | d3 | d2 | 71 | 68 | 13 | 12 | 9a | b3 | c2 | ca | de | 77 | dc | df |
| e. | 66 | 83 | bc | 8d | 60 | c6 | 22 | 23 | b2 | 8b | 91 | 05 | 76 | cf | 74 | c9 |
| f. | aa | f1 | 99 | a8 | 59 | 50 | 3b | 2a | fe | f9 | 24 | b0 | ba | fd | f8 | 55 |

- Например {\displaystyle P(} 26{\displaystyle _{16})}:
  - {\displaystyle y=}2{\displaystyle _{16}\oplus f(} 6{\displaystyle _{16})=} 2{\displaystyle _{16}\oplus } 7{\displaystyle _{16}=} 5{\displaystyle _{16}}
  - {\displaystyle z_{r}=} 6{\displaystyle _{16}\oplus g(y)=} 6{\displaystyle _{16}\oplus } e{\displaystyle _{16}=8}
  - {\displaystyle z_{l}=y\oplus f(z_{r})=} 5{\displaystyle _{16}\oplus } e{\displaystyle _{16}=} b{\displaystyle _{16}}
  - Итого:  {\displaystyle P(} 26{\displaystyle _{16})=} b8{\displaystyle _{16}}

- {\displaystyle P^{8}(x)=P(x_{63..56})\parallel P(x_{55..48})\parallel P(x_{47..40})\parallel P(x_{39..32})\parallel P(x_{31..24})\parallel P(x_{23..16})\parallel P(x_{15..8})\parallel P(x_{7..0})}[9] - преобразование 64-битной строки, используется для генерации ключей и в раундовой функции
- {\displaystyle T(z)=z_{63}\parallel z_{55}\parallel \dots \parallel z_{7}\parallel z_{62}\parallel z_{54}\parallel \dots \parallel z_{0}} -  битовая транспозиция, в данном случае транспонирование матрицы [9], составленной из 8 битных строк, используется при генерации ключей. На вход функция принимает 64-битную строку
- {\displaystyle R_{l}(x)} - функция циклического битового сдвига влево, в данном случае принимает 8-битную строку: {\displaystyle R(x_{7}\parallel x_{6}\parallel x_{5}\parallel x_{4}\parallel x_{3}\parallel x_{2}\parallel x_{1}\parallel x_{0})=x_{6}\parallel x_{5}\parallel x_{4}\parallel x_{3}\parallel x_{2}\parallel x_{1}\parallel x_{0}\parallel x_{7}}
- {\displaystyle \varphi (x)=(R_{l}(x)\land 55_{16})\oplus x} - преобразование[12], используется в раундовой функции. На вход принимает 8-битную строку, если упростить получим[12]:
  - {\displaystyle \varphi (x_{7}\parallel x_{6}\parallel x_{5}\parallel x_{4}\parallel x_{3}\parallel x_{2}\parallel x_{1}\parallel x_{0})=x_{7}\parallel (x_{6}\oplus x_{5})\parallel x_{5}\parallel (x_{4}\oplus x_{3})\parallel x_{3}\parallel (x_{2}\oplus x_{1})\parallel x_{1}\parallel (x_{0}\oplus x_{7})}
- {\displaystyle \phi ^{'}(x)=(R_{l}(x)\land aa_{16})\oplus x} - преобразование[13], используется при расшифровке. На вход принимает 8-битную строку
- {\displaystyle M(x)} - преобразование, используется в раундовой функции[12], берет на вход 16-битные строки {\displaystyle x=x_{l}\parallel x_{r}}, результатом является 16-битная строка {\displaystyle M(x)=y_{l}\parallel y_{r}}, в свою очередь:
  - {\displaystyle y_{l}=P(\varphi (x_{l})\oplus x_{r})}
  - {\displaystyle y_{r}=P(R_{l}(x_{l})\oplus x_{r})}
- {\displaystyle M^{-1}(y_{l}\parallel y_{r})} - преобразование, используется при расшифровке[13], берет на вход 16-битные строки {\displaystyle y=y_{l}\parallel y_{r}}, результатом является 16-битная строка {\displaystyle M^{-1}(y)=x_{l}\parallel x_{r}}, в свою очередь:
  - {\displaystyle x_{l}=\phi ^{'}(P(y_{l})\oplus P(y_{r}))}
  - {\displaystyle x_{r}=R_{l}(x_{l})\oplus P(y_{r})}
- {\displaystyle F_{c_{i}}(x)=T(P^{8}(x\oplus c^{i}))} - используется для генерации ключей[9]

### Константы алгоритма
Ниже представлен список констант, заданных создателями алгоритма:
- {\displaystyle c=} b7e151628aed2a6a{\displaystyle _{16}}[14], требуется для раундовой функции
- {\displaystyle c^{'}=} bf7158809cf4f3c7{\displaystyle _{16}}[14], требуется для раундовой функции
- {\displaystyle c^{0}=} 290d61409ceb9e8f{\displaystyle _{16}}[9], требуется для генерации ключей
- {\displaystyle c^{1}=} 1f855f585b013986{\displaystyle _{16}}[9], требуется для генерации ключей
- {\displaystyle c^{2}=} 972ed7d635ae1716{\displaystyle _{16}}[9], требуется для генерации ключей
- {\displaystyle c^{3}=} 21b6694ea5728708{\displaystyle _{16}}[9], требуется для генерации ключей
- {\displaystyle c^{4}=} 3c18e6e7faadb889{\displaystyle _{16}}[9], требуется для генерации ключей
- {\displaystyle c^{5}=} b700f76f73841163{\displaystyle _{16}}[9], требуется для генерации ключей
- {\displaystyle c^{6}=} 3f967f6ebf149dac{\displaystyle _{16}}[9], требуется для генерации ключей
- {\displaystyle c^{7}=} a40e7ef6204a6230{\displaystyle _{16}}[9], требуется для генерации ключей
- {\displaystyle c^{8}=} 03c54b5a46a34465{\displaystyle _{16}}[9], требуется для генерации ключей

## Генерация ключей
Если секретный ключ, используемый в шифре меньше 128 бит, то первые биты заполняются нулями
, поэтому в дальнейшем будем считать секретный ключ 128 битным.

### Алгоритм генерации ключей
Согласно следующему алгоритму в шифре из 128-битного ключа генерируется 9  подключей
{\displaystyle k^{0},k^{1},...,k^{8}} размером 64 бита:
- первоначально ключ делится на две 64 битные половины[2], таким образом мы получаем начальные параметры:

{\displaystyle k=k^{-1}\parallel k^{-2}}
- Для генерации последующих ключей используется рекуррентная формула[2]:

{\displaystyle k^{i}=k^{i-2}\oplus F_{c^{i}}(k^{i-1})}

### Пример генерации ключей
Рассмотрим пример генерации ключей, описанный создателями CS-cipher. В нем используется секретный ключ
{\displaystyle k=} 0123456789abcdeffedcba9876543210{\displaystyle _{16}}.
Согласно рассмотренному выше, получаем начальные параметры для генерирования раундовых ключей:
{\displaystyle k^{-1}=} 0123456789abcdef{\displaystyle _{16}}
{\displaystyle k^{-2}=} fedcba9876543210{\displaystyle _{16}}
Рассмотрим подробно генерацию ключа {\displaystyle k^{0}}:
{\displaystyle k^{0}=k^{-2}\oplus F_{c_{0}}(k^{-1})=k^{-2}\oplus T(P^{8}(k^{-1}\oplus c^{0}))=}
{\displaystyle =k^{-2}\oplus T(P^{8}(} 0123456789abcdef{\displaystyle _{16}\oplus } 290d61409ceb9e8f{\displaystyle _{16}))=}
{\displaystyle =k^{-2}\oplus T(} b711fa89ae0394e4{\displaystyle _{16})=} fedcba9876543210{\displaystyle _{16}\oplus } bb21a9e2388bacd4{\displaystyle _{16}}
Конечный результат работы алготитма генерации:
{\displaystyle k^{0}=} 45fd137a4edf9ec4{\displaystyle _{16}}
{\displaystyle k^{1}=} 1dd43f03e6f7564c{\displaystyle _{16}}
{\displaystyle k^{2}=} ebe26756de9937c7{\displaystyle _{16}}
{\displaystyle k^{3}=} 961704e945bad4fb{\displaystyle _{16}}
{\displaystyle k^{4}=} 0b60dfe9eff473d4{\displaystyle _{16}}
{\displaystyle k^{5}=} 76d3e7cf52c466cf{\displaystyle _{16}}
{\displaystyle k^{6}=} 75ec8cef767d3a0d{\displaystyle _{16}}
{\displaystyle k^{7}=} 82da3337b598fd6d{\displaystyle _{16}}
{\displaystyle k^{8}=} fbd820da8dc8af8c{\displaystyle _{16}}

## Шифрование

### Краткое описание зашифровки
Каждый раунд шифровки начинается с операции XOR над входящей 64-битной строкой и подключа. Затем 64-битная строка разделяется на 4 16-битных строки, над которыми происходит нелинейное преобразование( {\displaystyle M(x)}). После этого строки снова делятся, на этот раз в результате получается 8 8-битных строк, которые затем переставляются. Данные действия повторяются еще дважды в каждом раунде, разница лишь в том, что операция XOR происходит с заданными константами, а не со сгенерированным ключом. После последнего раунда следует дополнительная операция  XOR с оставшимся сгенерированным ключом.

### Формальное описание алгоритма
Первоначально определим:
- {\displaystyle m^{i}} - 64-битная строка, приходит на вход раундовой функции  {\displaystyle R(x)} в {\displaystyle i} итерации
- {\displaystyle t^{i}=t_{63..56}^{i}\parallel t_{55..48}^{i}\parallel t_{47..40}^{i}\parallel t_{39..32}^{i}\parallel t_{31..24}^{i}\parallel t_{23..16}^{i}\parallel t_{15..8}^{i}\parallel t_{7..0}^{i}} - временное 64-битное значение, вычисленное на {\displaystyle i} шаге раундовой функции
- {\displaystyle S} - 64-битная строка, конечный зашифрованный текст

#### Раундовая функцииR(x){\displaystyle R(x)}
Раундовая функция состоит из следующих действий:
1. {\displaystyle t^{1}=x}
2. {\displaystyle t^{2}=M(t_{63..48}^{1})\parallel M(t_{47..32}^{1})\parallel M(t_{31..16}^{1})\parallel M(t_{15..0}^{1})}
3. {\displaystyle t^{3}=t_{63..56}^{2}\parallel t_{47..40}^{2}\parallel t_{31..24}^{2}\parallel t_{15..8}^{2}\parallel t_{55..48}^{2}\parallel t_{39..32}^{2}\parallel t_{23..16}^{2}\parallel t_{7..0}^{2}}
4. {\displaystyle t^{4}=t^{3}\oplus c}
5. {\displaystyle t^{5}=M(t_{63..48}^{4})\parallel M(t_{47..32}^{4})\parallel M(t_{31..16}^{4})\parallel M(t_{15..0}^{4})}
6. {\displaystyle t^{6}=t_{63..56}^{5}\parallel t_{47..40}^{5}\parallel t_{31..24}^{5}\parallel t_{15..8}^{5}\parallel t_{55..48}^{5}\parallel t_{39..32}^{5}\parallel t_{23..16}^{5}\parallel t_{7..0}^{5}}
7. {\displaystyle t^{7}=t^{6}\oplus c^{'}}
8. {\displaystyle t^{8}=M(t_{63..48}^{7})\parallel M(t_{47..32}^{7})\parallel M(t_{31..16}^{7})\parallel M(t_{15..0}^{7})}
9. {\displaystyle m^{i+1}=t^{9}=t_{63..56}^{8}\parallel t_{47..40}^{8}\parallel t_{31..24}^{8}\parallel t_{15..8}^{8}\parallel t_{55..48}^{8}\parallel t_{39..32}^{8}\parallel t_{23..16}^{8}\parallel t_{7..0}^{8}}

#### Зашифровывание
Зашифрование состоит из 8 раундов, конечный 64-битный зашифрованный текст {\displaystyle S} можно вычислить из фрагмента открытого текста {\displaystyle m} по формуле:
{\displaystyle S=k^{8}\oplus R(k^{7}\oplus \dots R(k^{1}\oplus R(k^{0}\oplus m)\dots )}
Где {\displaystyle R(x)} — раундовая функция, описана выше.

##### Пример зашифровывания открытого текста
Рассмотрим пример зашифровывания открытого текста, описанный создателями CS-cipher. В нем используется следующие секретный ключ и открытый текст:
{\displaystyle m^{0}=} 0123456789abcdef{\displaystyle _{16}}
{\displaystyle k=} 0123456789abcdeffedcba9876543210{\displaystyle _{16}}
Секретный ключ соответствует вышележащему примеру генерации раундовых ключей, то есть раундовые ключи были подсчитаны выше:
{\displaystyle k^{0}=} 45fd137a4edf9ec4{\displaystyle _{16}}
{\displaystyle k^{1}=} 1dd43f03e6f7564c{\displaystyle _{16}}
{\displaystyle k^{2}=} ebe26756de9937c7{\displaystyle _{16}}
{\displaystyle k^{3}=} 961704e945bad4fb{\displaystyle _{16}}
{\displaystyle k^{4}=} 0b60dfe9eff473d4{\displaystyle _{16}}
{\displaystyle k^{5}=} 76d3e7cf52c466cf{\displaystyle _{16}}
{\displaystyle k^{6}=} 75ec8cef767d3a0d{\displaystyle _{16}}
{\displaystyle k^{7}=} 82da3337b598fd6d{\displaystyle _{16}}
{\displaystyle k^{8}=} fbd820da8dc8af8c{\displaystyle _{16}}
Промежуточные результаты для вычисления {\displaystyle m^{1}}:
{\displaystyle t^{3}=} d85c19785690b0e3{\displaystyle _{16}}
{\displaystyle t^{6}=} 0f4bfb9e2f8ac7e2{\displaystyle _{16}}
Получим следующие значения на раундах:
{\displaystyle m^{1}=} c3feb96c0cf4b649{\displaystyle _{16}}
{\displaystyle m^{2}=} 3f54e0c8e61a84d1{\displaystyle _{16}}
{\displaystyle m^{3}=} b15cb4af3786976e{\displaystyle _{16}}
{\displaystyle m^{4}=} 76c122b7a562ac45{\displaystyle _{16}}
{\displaystyle m^{5}=} 21300b6ccfaa08d8{\displaystyle _{16}}
{\displaystyle m^{6}=} 99b8d8ab9034ec9a{\displaystyle _{16}}
{\displaystyle m^{7}=} a2245ba3697445d2{\displaystyle _{16}}
В итоге получили следующий зашифрованный текст:
{\displaystyle S=} 88fddfbe954479d7{\displaystyle _{16}}

#### Расшифровывание
Расшифровывание состоит из 8 раундов, обратных зашифровыванию. Важно, что алгоритм расшифровки использует сгенерированные ключи в обратном порядке, т. е. {\displaystyle k^{8},k^{7},k^{6},k^{5},k^{4},k^{3},k^{2},k^{1},k^{0}}. Перед началом происходит операция {\displaystyle m^{0}=S\oplus k^{8}}.
Для удобства и соответствия обозначений,  еще раз укажем:
- {\displaystyle i} - номер итерации: от 0 до 7 включительно - всего 8 раундов
- {\displaystyle m^{i}} - 64-битная строка, приходит на вход обратной к раундовой функции  {\displaystyle R^{-1}(x)} в {\displaystyle i} итерации, {\displaystyle m^{8}} - открытый текст
- {\displaystyle k^{7-i}} - 64-битный сгенерированный ключ, приходит на вход обратной к раундовой функции  {\displaystyle R^{-1}(x)} в {\displaystyle i} итерации
- {\displaystyle t^{i}=t_{63..56}^{i}\parallel t_{55..48}^{i}\parallel t_{47..40}^{i}\parallel t_{39..32}^{i}\parallel t_{31..24}^{i}\parallel t_{23..16}^{i}\parallel t_{15..8}^{i}\parallel t_{7..0}^{i}} - временное 64-битное значение, вычисленное на {\displaystyle i} шаге обратной к раундовой функции.

Для каждого раунда вызывается следующая последовательность действий:
{\displaystyle t^{1}=m_{63..56}^{i}\parallel m_{31..24}^{i}\parallel m_{55..48}^{i}\parallel m_{23..16}^{i}\parallel m_{47..40}^{i}\parallel m_{15..8}^{i}\parallel m_{39..32}^{i}\parallel m_{7..0}^{i}}
{\displaystyle t^{2}=M^{-1}(t_{63..48}^{1})\parallel M^{-1}(t_{47..32}^{1})\parallel M^{-1}(t_{31..16}^{1})\parallel M^{-1}(t_{15..0}^{1})}
{\displaystyle t^{3}=t^{2}\oplus c^{'}}
{\displaystyle t^{4}=t_{63..56}^{3}\parallel t_{31..24}^{3}\parallel t_{55..48}^{3}\parallel t_{23..16}^{3}\parallel t_{47..40}^{3}\parallel t_{15..8}^{3}\parallel t_{39..32}^{3}\parallel t_{7..0}^{3}}
{\displaystyle t^{5}=M^{-1}(t_{63..48}^{4})\parallel M^{-1}(t_{47..32}^{4})\parallel M^{-1}(t_{31..16}^{4})\parallel M^{-1}(t_{15..0}^{4})}
{\displaystyle t^{6}=t^{5}\oplus c}
{\displaystyle t^{7}=t_{63..56}^{6}\parallel t_{31..24}^{6}\parallel t_{55..48}^{6}\parallel t_{23..16}^{6}\parallel t_{47..40}^{6}\parallel t_{15..8}^{6}\parallel t_{39..32}^{6}\parallel t_{7..0}^{6}}
{\displaystyle t^{8}=M^{-1}(t_{63..48}^{7})\parallel M^{-1}(t_{47..32}^{7})\parallel M^{-1}(t_{31..16}^{7})\parallel M^{-1}(t_{15..0}^{7})}
{\displaystyle m^{i+1}=t^{9}=t^{8}\oplus k^{7-i}}

## Статистическая оценка зашифрованных данных
В ходе участия в проекте NESSIE были проведены множество статистических тестов над зашифрованными данными, в том числе:
- Универсальный статистический тест Маурера[18]
- Тест на корреляцию[19]
- Тест на линейную сложность[20]
- Тест собирателя купонов[21]
- Тест на совпадение перекрывающихся шаблонов[22]
- Тест подпоследовательностей[21]

В результате тестирования шифра не было обнаружено его отклонений от случайного распределения.

## Криптоанализ

### Марковский шифр
Предположим, у нас есть {\displaystyle r} раундовый шифр, зашифрованный текст можно получить по формуле: {\displaystyle S=Enc(x)=(\rho _{r}\circ ...\circ \rho _{1})(x)}, в котором каждый раунд {\displaystyle \rho _{i}} использует свой ключ {\displaystyle k_{i}}. 
Тогда Марковским шифром называется шифр, для которого для любого раунда {\displaystyle i} и любых {\displaystyle x}, {\displaystyle a} и {\displaystyle b} выполнено:
{\displaystyle Pr_{k_{i}}[\rho _{i}(x\oplus a)\oplus \rho _{i}(x)=b]=Pr_{k_{i},X}[\rho _{i}(X\oplus a)\oplus \rho _{i}(X)=b]}

### Определение анализируемого шифра
В ходе анализа используется модифицированный шифр CS-cipher, называемый в дальнейшем CSC.
Он получается из шифра CS-cipher следующей заменой:
- для шифровки CS-cipher использует следующую последовательность ключей и констант:

{\displaystyle k^{0},c,c^{'},k^{1},c,c^{'},...,k^{7},c,c^{'},k^{8}}. Для удобства переобозначим их как {\displaystyle k_{0},k_{1},...,k_{24}}.
- По определению[25] CSC получается из CS-cipher заменой полученной с помощью генерации ключей и констант последовательности {\displaystyle k_{0},k_{1},...,k_{24}} на 1600-битный случайный ключ {\displaystyle k=(k_{0},k_{1},...,k_{24})} с равномерным распределением.

Полученный шифр CSC является 24 раундовым блочным Марковским шифром.

### Устойчивость к атакам
Для шифра CSC были доказаны:
- устойчивость к дифференциальному криптоанализу [27]
- устойчивость  к линейному криптоанализу[28]
- устойчивость к  методу невозможных дифференциалов (англ. Impossible differential cryptanalysis)[29]
- устойчивость к методу усеченных разностей (англ. Truncated differential cryptanalysis)[30]

Поэтому предполагается, что CS-cipher:
- устойчив к дифференциальному криптоанализу после 4 раундов шифровки[27]
- устойчив к методу усеченных разностей (англ. Truncated differential cryptanalysis)[30]
- устойчив  к линейному криптоанализу[30]
- устойчив к методу невозможных дифференциалов (англ. Impossible differential cryptanalysis) после 6 раундов шифровки[29]

## Реализация
Существует реализации данного алгоритма шифрования на С( предоставлена авторами):

# define CSC_C10 0xbf
# define CSC_C11 0x71
# define CSC_C12 0x58
# define CSC_C13 0x80
# define CSC_C14 0x9c
# define CSC_C15 0xf4
# define CSC_C16 0xf3
# define CSC_C17 0xc7
uint8 tbp[256]={
0x29,0x0d,0x61,0x40,0x9c,0xeb,0x9e,0x8f,
0x1f,0x85,0x5f,0x58,0x5b,0x01,0x39,0x86,
0x97,0x2e,0xd7,0xd6,0x35,0xae,0x17,0x16,
0x21,0xb6,0x69,0x4e,0xa5,0x72,0x87,0x08,
0x3c,0x18,0xe6,0xe7,0xfa,0xad,0xb8,0x89,
0xb7,0x00,0xf7,0x6f,0x73,0x84,0x11,0x63,
0x3f,0x96,0x7f,0x6e,0xbf,0x14,0x9d,0xac,
0xa4,0x0e,0x7e,0xf6,0x20,0x4a,0x62,0x30,
0x03,0xc5,0x4b,0x5a,0x46,0xa3,0x44,0x65,
0x7d,0x4d,0x3d,0x42,0x79,0x49,0x1b,0x5c,
0xf5,0x6c,0xb5,0x94,0x54,0xff,0x56,0x57,
0x0b,0xf4,0x43,0x0c,0x4f,0x70,0x6d,0x0a,
0xe4,0x02,0x3e,0x2f,0xa2,0x47,0xe0,0xc1,
0xd5,0x1a,0x95,0xa7,0x51,0x5e,0x33,0x2b,
0x5d,0xd4,0x1d,0x2c,0xee,0x75,0xec,0xdd,
0x7c,0x4c,0xa6,0xb4,0x78,0x48,0x3a,0x32,
0x98,0xaf,0xc0,0xe1,0x2d,0x09,0x0f,0x1e,
0xb9,0x27,0x8a,0xe9,0xbd,0xe3,0x9f,0x07,
0xb1,0xea,0x92,0x93,0x53,0x6a,0x31,0x10,
0x80,0xf2,0xd8,0x9b,0x04,0x36,0x06,0x8e,
0xbe,0xa9,0x64,0x45,0x38,0x1c,0x7a,0x6b,
0xf3,0xa1,0xf0,0xcd,0x37,0x25,0x15,0x81,
0xfb,0x90,0xe8,0xd9,0x7b,0x52,0x19,0x28,
0x26,0x88,0xfc,0xd1,0xe2,0x8c,0xa0,0x34,
0x82,0x67,0xda,0xcb,0xc7,0x41,0xe5,0xc4,
0xc8,0xef,0xdb,0xc3,0xcc,0xab,0xce,0xed,
0xd0,0xbb,0xd3,0xd2,0x71,0x68,0x13,0x12,
0x9a,0xb3,0xc2,0xca,0xde,0x77,0xdc,0xdf,
0x66,0x83,0xbc,0x8d,0x60,0xc6,0x22,0x23,
0xb2,0x8b,0x91,0x05,0x76,0xcf,0x74,0xc9,
0xaa,0xf1,0x99,0xa8,0x59,0x50,0x3b,0x2a,
0xfe,0xf9,0x24,0xb0,0xba,0xfd,0xf8,0x55,
};
void enc_csc(uint8 m[8],uint8* k)
{
  uint8 tmpx,tmprx,tmpy;
  int i;
  #define APPLY_M(cl,cr,adl,adr) \
  code=tmpx=m[adl]^cl; \
  code=tmprx=(tmpx<<1)^(tmpx>>7); \
  code=tmpy=m[adr]^cr; \
  code=m[adl]=tbp[(tmprx&0x55)^tmpx^tmpy]; \
  code=m[adr]=tbp[tmprx^tmpy];
  for(code=i=0;i<8;i++,k+=8) 
  {
    APPLY_M(k[0],k[1],0,1)
    APPLY_M(k[2],k[3],2,3)
    APPLY_M(k[4],k[5],4,5)
    APPLY_M(k[6],k[7],6,7)
    APPLY_M(CSC_C00,CSC_C01,0,2)
    APPLY_M(CSC_C02,CSC_C03,4,6)
    APPLY_M(CSC_C04,CSC_C05,1,3)
    APPLY_M(CSC_C06,CSC_C07,5,7)
    APPLY_M(CSC_C10,CSC_C11,0,4)
    APPLY_M(CSC_C12,CSC_C13,1,5)
    APPLY_M(CSC_C14,CSC_C15,2,6)
    APPLY_M(CSC_C16,CSC_C17,3,7)
  }
  for(code=i=0;i<8;i++) 
    code=m[i]^=k[i];
}
код алгоритма шифровки на С 
Также авторами собрана статистика скорости зашифровки данных, оказавшаяся быстрее DES:
| платформа             | тактовая частота | скорость шифровки |
| VLSI 1216nand 1mm     | 230 МГц          | 73 Мбит/с         |
| VLSI 30000nand 15mm   | 230 МГц          | 2 Гбит/с          |
| standard C 32bits     | 133 МГц          | 2 Мбит/с          |
| bit slice (Pentium)   | 133 МГц          | 11 Мбит/с         |
| bit slice (Alpha)     | 300 МГц          | 196 Мбит/с        |
| Pentium assembly code | 133 МГц          | 8 Мбит/с          |
| 6805 assembly code    | 4 МГц            | 20 Кбит/с         |

## Дальнейшее развитие
На основе CS-cipher в 2004 году Томом Ст. Денис был разработан 128-битный шифр {\displaystyle CS^{2}}-cipher
.
Полученный шифр был проверен и оказался устойчивым к:
- линейному и дифференциалному криптоанализу [33]
- сдвиговой атаке и атаке методом бумеранга[34]
- атаке на связанных ключах[34]